# Нектарий (Довас)
Митрополи́т Некта́рий (греч. Μητροπολίτης Νεκτάριος, в миру Дими́триос До́вас греч. Δημήτριος Ντόβας; род. 6 августа 1953, Волос) — епископ Элладской православной церкви, митрополит Керкирский (с 2002).

## Биография
Родился 6 августа 1953 года в городе Волосе, в Греции.
В 1973 году окончил Ризарийскую богословскую школу в Афинах, а в 1979 году окончил богословский институт Афинского университета.
В 1973 году был пострижен в монашество в монастыре Ксеньяс. 1 января 1975 года был рукоположен в сан иеродиакона, а 4 марта 1979 года митрополитом Димитриадским Христодулом (Параскеваидисом) был рукоположен в сан иеромонаха и возведён в достоинство архимандрита. Служил в качестве священника в храме Святых Константина и Елены в Волосе, был известным проповедником, пастырем и организатором социальной деятельности.
С 1975 по 1986 год был директором департамента Димитриадской митрополии, помогая в работе митрополиту Христодулу, а с 1986 года назначен проигуменом монастыря Ано Ксеньяс, проведя в нём значительные восстановительные и реставрационные работы.
Является автором ряда публикаций в светских и церковных периодических изданиях. Был постоянным членом Административного секретариата и Центрального финансового управления Элладской православной церкви, а также членом Синодальной эпитропии по монашеству.
11 октября 2002 года решением Священного синода иерархии Элладской православной церкви 51 голосом (за архимандрита Тимофея (Антиса) — 16 голосов и за архимандрита Игнатия (Рийяна) — 8 голосов) был избран для рукоположения в сан митрополита Керкирского. 13 октября 2002 года в Благовещенском кафедральном соборе Афин архиепископом Афинским Христодулом с сонмом архиереев был рукоположен в архиерейский сан.